# Plaine-de-Walsch
Plaine-de-Walsch település Franciaországban, Moselle megyében. Lakosainak száma 605 fő (2022. január 1.). Plaine-de-Walsch Brouderdorff, Dabo, Guntzviller, Niderviller és Troisfontaines községekkel határos.

## Népesség
A település népességének változása:
| Lakosok száma | 458  | 417  | 482  | 549  | 626  | 632  | 630  | 615  | 610  | 605  |
|               | 1968 | 1982 | 1990 | 2006 | 2013 | 2015 | 2017 | 2019 | 2020 | 2022 |